# Suilven
El Suilven (en gaélico escocés: Sùilebheinn [ˈsuləvjeɲ] lit. «El pilar») es una de las montañas más características de Escocia, que se alza casi verticalmente de un paisaje desolado de páramos, pantanos y lochs conocido como Inverpolly, en una zona remota del lejano noroeste del condado de Sutherland.
La montaña forma una cresta de lados escarpados de unos dos km de longitud. El punto más alto, conocido como Caisteal Liath ("el castillo gris" en gaélico escocés), está al final noroeste de esta cresta. Hay otras dos cumbres: el Meall Meadhonach («media colina redonda») en el punto central de la cresta de 723  m de alto, mientras que Meall Beag («Pequeña colina redonda») se ubica en el extremo del sudeste.

## Geología
Suilven está conformado por piedra arenisca Torridoniana, asentándose en un paisaje de gneiss de Lewis. Cuando las rocas más blandas se erosionaron, Suilven quedó sola, como un monte isla o inselberg; de ahí la prominencia del pico. 
Visto desde la costa en dirección oeste, Suilven parece un gran pilar gris; de ahí el nombre que le dieron los vikingos que llegaron por vía marítima. Desde el interior, la montaña tiene más el aspecto de una pirámide.
En 2005 la finca Glencanisp, de la que Suilven forma parte, y la vecina finca de Drumrunie, fueron compradas por la comunidad local con la ayuda de la John Muir Trust. La Fundación Assynt pretende crear empleo local y salvaguardar la herencia natural y cultural en beneficio de la comunidad y futuras generaciones, y para el placer de un público más amplio.

## Ascenso
La ruta más común para subir comienza a partir del final de la carretera pública que lleva a Glencanisp Lodge, alrededor de 1,5 km desde Lochinver al oeste de la cumbre. De aquí un camino conduce a través del páramo ondulante hacia la montaña, que se ve claramente delante. A unos seis km de dejar el camino, y poco después de cruzar Abhainn na Clach Àirigh (un río), un mojón marca el punto donde habría que dejar el camino. Un camino pantanoso conduce hacia Suilven, alcanzando Bealach Mòr (el Gran Bealach) después de un poco más de 2 km. El tirón final hasta el bealach es escarpado, y el camino está muy erosionado, pero desde aquí la cumbre se alcanza fácilmente. La cima en sí es amplia y está cubierta de hierba, aunque está casi totalmente rodeada por acantilados verticales.
Otra ruta comienza en Inverkirkaig, a unos 4 kilómetros al sur de Lochinver: esta ruta alcanza el bealach desde el sur, pasando Kirkaig Falls por el camino. También se puede comenzar desde Elphin, en el lado este. Es posible alcanzar la cresta sin subir primero a Bealach Mòr desde esta dirección, aunque se requiere una trepada muy expuesta, en particular entre Meall Meadhonach y Meall Beag. 
Para los estándares escoceses, todas las rutas a Suilven son jornadas largas, ya que tienen alrededor de unos 25 kilómetros por terreno abrupto.

## Galería

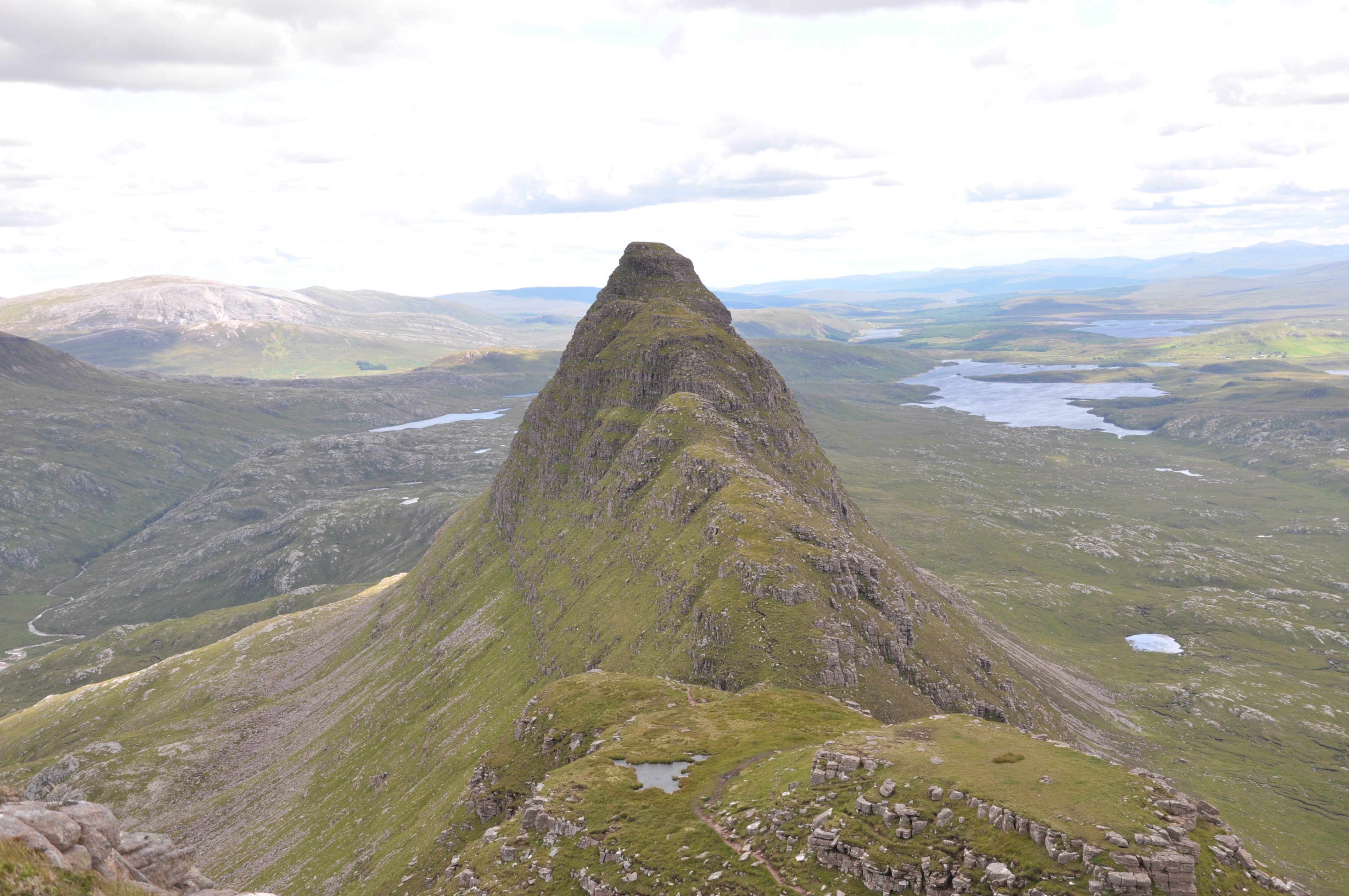
Suilven: Meall Meadhonach (próximo) y Meall Beag (lejos) desde el noroeste
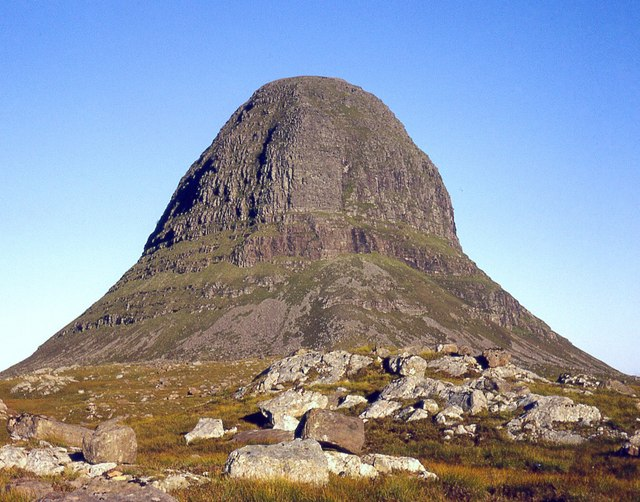
El impresionante aspecto del noroeste de Suilven
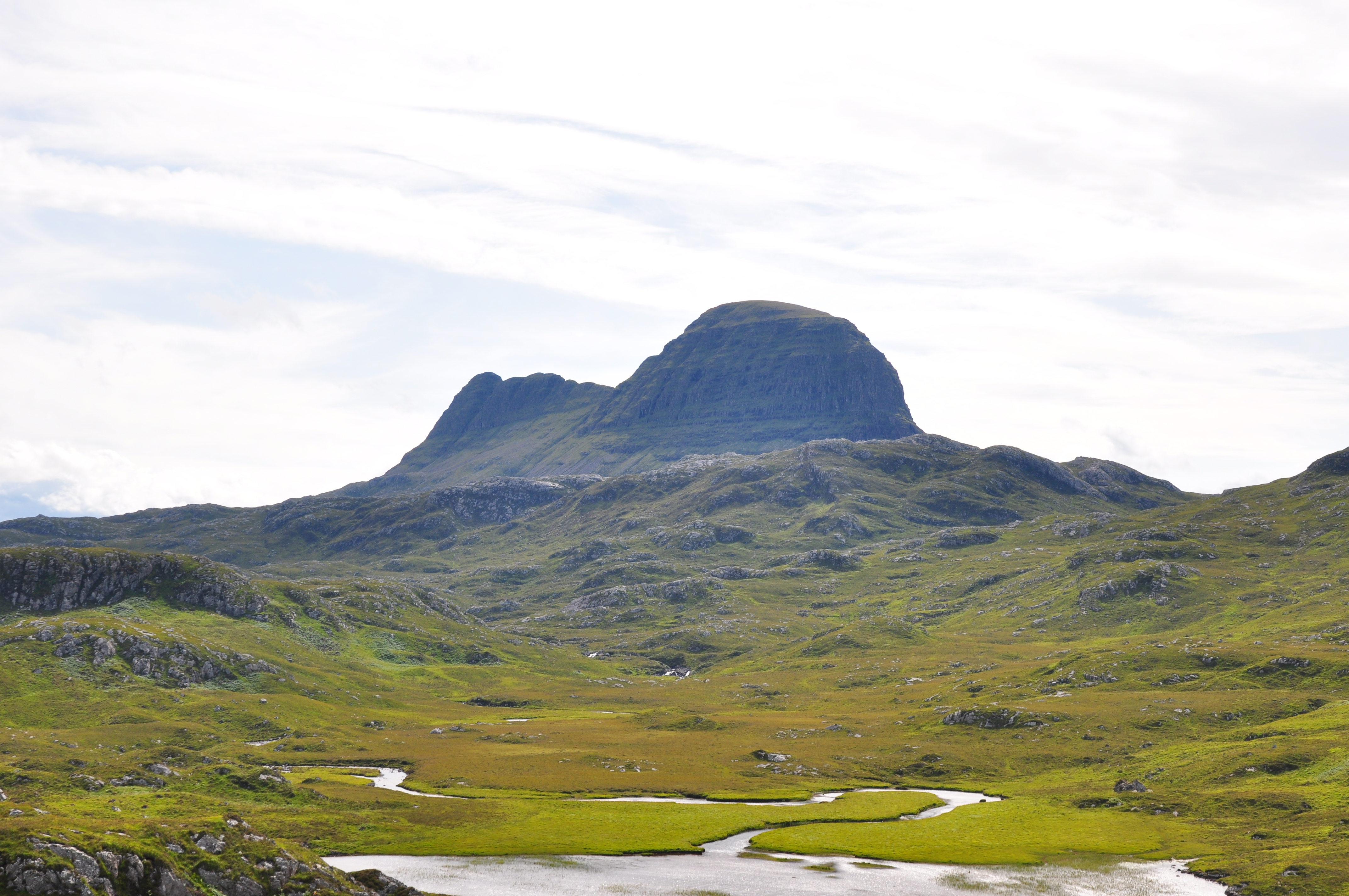
El Suilven desde la ruta del Glencanisp Lodge
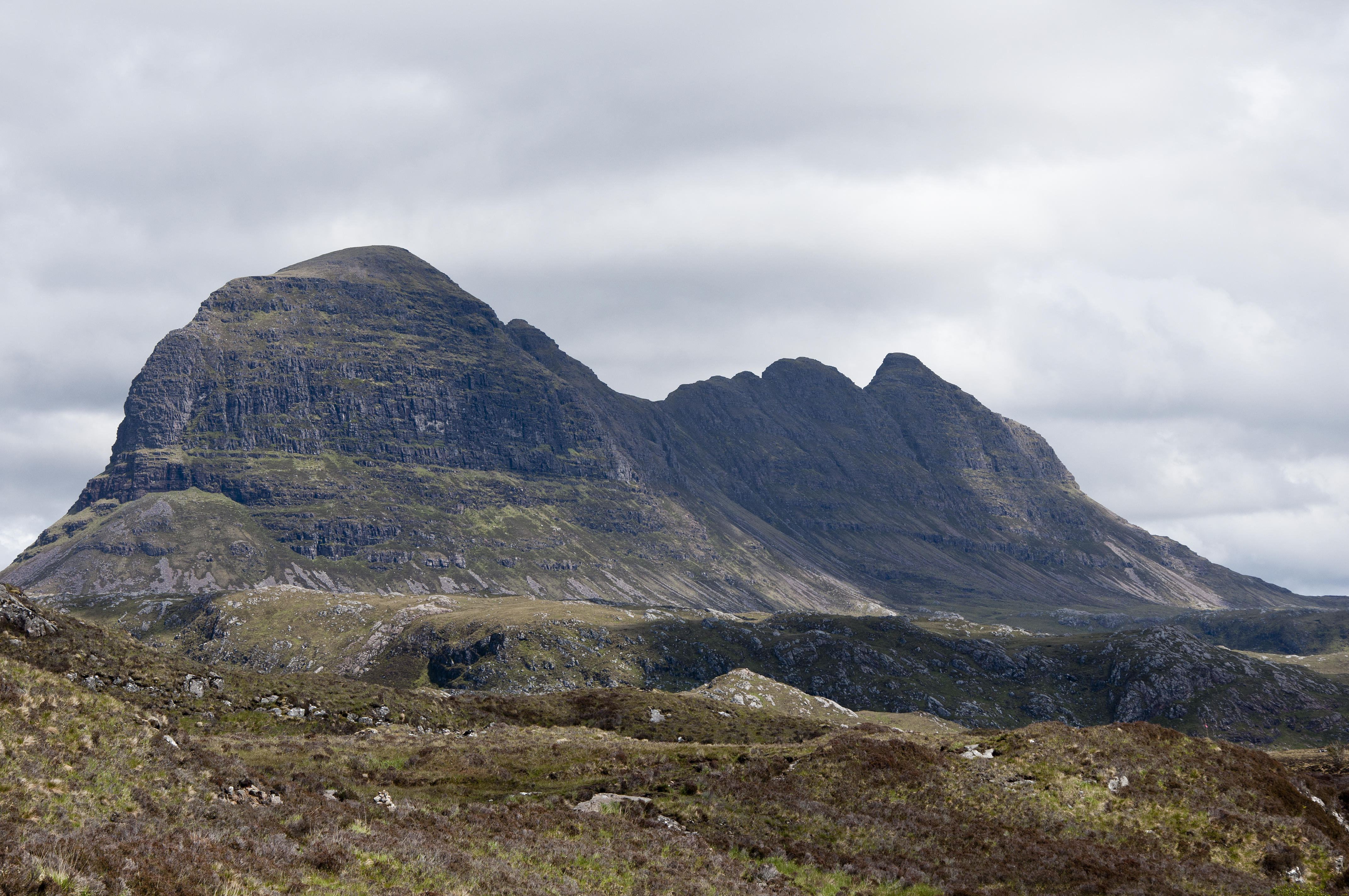